# Conseil des Dix (Almohade)
Le Conseil des Dix, ou Ahl jamāʻa (gens de l'Assemblée), est le premier groupe de fidèles constitué autour d'Ibn Toumert, mahdi des Almohades. Le Conseil des Dix est l'instance suprême du mouvement almohade, dans le cadre de la structure hiérarchisée mise en place par Ibn Toumert. Les membres du Conseil étaient, en quelque sorte, les ministres du mahdi Ibn Toumert, intervenant dans l'élaboration et l'exécution des grandes décisions, aux niveaux civil, administratif et militaire. 
La moitié des Ahl jamāʻa périssent lors de la bataille d'Al-Buhayra, sans savoir avec certitude s'ils ont été remplacés par Ibn Toumert.
Après la mort d'Ibn Toumert, les membres du Conseil des Dix et Cinquante ne sont plus mentionnés qu'à l'occasion du serment d'allégeance (bay'a) à Abd al-Mumin. Le conseil des cheikh almohade, dont les membres les plus nombreux et influents étaient les descendants du Conseil des Dix et Cinquante, provenant surtout des Hintata et Ahl Tinmel, semble supplanter les deux instances de direction mises en place par Ibn Toumert.

## Composition
La composition du Conseil des Dix semble varier en fonction des sources, :
- Les membres sur lesquels toutes les sources s'accordent :
  - Abd al-Mumin
  - Omar ben Abdallah al-Sanhaji
  - Abou Hafs Omar El Hintati
  - Abou Yahya ben Iguit El Hintati

- Les membres sur lesquels les sources divergent :
  - Abou Mohamed Abd Allah ben Muhsin al-Basir al-Wansarisi
  - Abou Ibrahim Ismail El Hazradji
  - Abou al-Rabi Sulayman ben Makhlouf
  - Abou Umran Moussa El Gadmiwi
  - Abdallah ben Sulayman al-Tinmali
  - Yusuf ben Sulayman al-Tinmali
  - Abd Allah ben Yaâla al-Zanati

- Les membres qui n'apparaissent que dans une seule source :
  - Abou Moussa Issa ben Moussa al-Sawdi
  - Abd al-Aziz al-Gayga'i
  - Abd al-Wahid al-Sharqi
  - Abou Mohamed Wasnar